# Roland Hamm
Roland Hamm (* 11. November 1956) ist ein deutscher Politiker (BSW, zuvor Die Linke, WASG und SPD) und Gewerkschaftsfunktionär der IG Metall.

## Leben
Roland Hamm wurde im Jahr 1981 Gewerkschaftssekretär bei der IG Metall Aalen und ist seit 1989 deren 1. Bevollmächtigter, zusätzlich seit 2008 auch 1. Bevollmächtigter der IG Metall Schwäbisch Gmünd.
Er trat im Jahr 1976 in die SPD ein und war als Mitglied der SPD-Fraktion von 1994 bis 2005 im Gemeinderat der Stadt Aalen. 2003 verließ er die SPD und fungierte im Jahr 2004 in Baden-Württemberg als Gründungskoordinator der WASG. 
Im folgenden Jahr war er Bundestagskandidat im Wahlkreis Aalen für Die Linke, 2006 trat er als Landtagskandidat der WASG an. Von 2007 bis 2009 war Hamm Kreisvorsitzender der Partei Die Linke im Bereich Ostalb.
Er wurde 2009, 2014 und 2019 in den Gemeinderat Aalen gewählt und war Fraktionsvorsitzender von Die Linke./pro Aalen.
Hamm war im Wahlkreis Aalen sowohl 2011 als auch 2016 Landtagskandidat und Spitzenkandidat für Die Linke. Baden-Württemberg. Hamm begleitet eine Reihe von ehrenamtlichen Tätigkeiten, u. a. als 2. Vorstand des Kunstvereins Aalen.
Anfang 2024 ist der aus der Partei Die Linke ausgetreten und dem Bündnis Sahra Wagenknecht beigetreten.